# ’39
«’39» — песня британской рок-группы Queen с четвёртого альбома A Night at the Opera. Является тридцать девятой по счёту песней в студийной дискографии группы. В отличие от большинства песен Queen, ведущую партию поёт не Фредди Меркьюри, а Брайан Мэй. Партия акустической гитары была записана с каподастром на первом ладу. Песня была выпущена в качестве стороны «Б» сингла «You’re My Best Friend».

## Текст песни
В песне повествуется фантастическая история о добровольцах, отправившихся в космос в некоем «тридцать девятом» году. Для них на момент возвращения на Землю, из-за изменений течения времени, прошёл всего один год, а на Земле прошло уже сто лет.
Брайан Мэй в интервью «The Guitar Greats» так описал сюжет этой песни:

'39 — это научно-фантастическая история, придуманная мной, это история о ком-то, кто уходит и оставляет свою семью, и из-за эффекта растяжения времени — люди на Земле постарели гораздо больше, чем он, — когда он возвращается, он постарел на год, а они на 100 лет, поэтому вместо того, чтобы вернуться к своей жене, он возвращается к своей дочери, в которой видит свою жену.
Мне запомнился ещё и рассказ Германа Гессе, который, по-моему, называется «Река»; там человек покидает свой родной город и много путешествует, потом возвращается и рассматривает город «с другого берега реки» и из-за того, что пережил, видит его совершенно в другом свете. В то время я ощущал что-то подобное по отношению к моему дому, из которого ушёл и узнал этот мир рок-музыки, совсем непохожий на тот, в котором я вырос. Мне кажется, когда люди пишут песни — хотя, как правило, этого не признают, — в них больше одного уровня: на поверхности одно, а под этим, возможно, даже неосознанно, пытаются сказать что-то о своей жизни, о своём собственном опыте; и почти во всех моих вещах есть личное чувство.
Оригинальный текст (англ.)'39 is a Science Fiction story I made up, it’s a story about someone who goes away and leaves his family, and because of the time dilation effect, where the people on earth have aged a lot more than he has when he returns, he’s aged a year and they've aged 100 years, so instead of coming back to his wife, he comes back to his daughter, in whom he can see his wife.

I think I also had in mind a story by Hermann Hesse, which is called "The River", I think, where a man leaves his home town and travels a lot, then comes back and observes it from the other side of a river and sees it in a completely different light because of his experiences. I felt a little like that about my home at the time, having been away and seen this vastly different world of rock music which was totally different from the way I was brought up. People may not generally admit it but I think that when most people write songs there is more than one level to them - they'll be about one thing on the surface, but underneath they're probably trying, maybe even unconsciously, to say something about their own life, their own experience - and in nearly all my stuff, there is a personal feeling.

## Кавер-версии
Эта песня имеет большое количество кавер-версий:
- Джордж Майкл исполнил её на The Freddie Mercury Tribute Concert в 1992 году.
- Инграм Хилл записал свою версию песни для трибьют-альбома Killer Queen: A Tribute to Queen.
- Кавер-версия была создана датской рок-группой Pretty Maids для альбома Stripped.
- Mägo de Oz записали кавер для альбома La ciudad de los arboles с другим текстом.